# ジェームズ・クック船長の死 (ゾファニー)
『ジェームズ・クック船長の死』（ジェームズ・クックせんちょうのし、英語: The Death of Captain James Cook）は、ドイツ生まれで主にイギリスで働いた画家、ヨハン・ゾファニー（1733-1810）が描いた油絵である。イギリスの探検家、ジェームズ・クック(1728-1779)が第3回の太平洋探検航海（1776-1780）の途中、1779年にハワイで現地人によって殺害された事件の様子を描いている。クックの没後、10数年後の1794年か1795年までに描かれたのではないかとされていて、細部まで仕上げられている人物は少なく、未完の作品である。現在はロンドン、グリニッジの国立海事博物館（National Maritime Museum）に収蔵されている.。

## 概要
作者のヨハン・ゾファニーはドイツのフランクフルト生まれで、ドイツやイタリアで絵を学んだ後、1760年ころからイギリスで働き、肖像画家として成功し、1769年にロイヤル・アカデミー・オブ・アーツの創立会員の一人になった画家である。クックの太平洋探検航海は第1回航海が1768年から 1771年に行われ、第2回航海は1772年 から1775年に行われ、ヨハン・ゾファニーはかつてクックの肖像画を描いたことがあったと推定されているが、第3回の太平洋探検航海には参加していない。演劇の場面や舞台衣装を着た俳優の肖像画を描くことを好んだゾファニーが、クック船長の死を扱った演劇を見たことがこの作品の制作の動機になったとされている。
クック船長の殺害事件のあらましは以下である。クックらのカッターボートを村人が盗むという事件から、盗品の引き取りのために下船したクック船長らと、浜辺に集まった群衆と小ぜり合いになり、群衆らは槍と投石でクックらを攻撃し始め、クックらも村人に向けて発砲するが、退却のため小舟に乗り込もうとした時、頭を殴られ、波打ち際に転倒したところを刺し殺されたという。
ヨハン・ゾファニーは、第3回のクックの太平洋探検航海に参加した画家のジョン・ウェバー（1751-1793）の描いた『ジェームズ・クック船長の死』という作品を参考に描いたとされている。ジョン・ウェバーも、実際に事件を目撃していないとされるがウェバーの作品は版画にされて広まっていた。ゾファニーが参考にした作品には、フランスとの新大陸での戦いにおける1759年のケベック攻略時に戦死したカナダ遠征軍の司令官ジェームズ・ウルフ将軍を描いたベンジャミン・ウエスト（1738-1820）の『ウルフ将軍の死』 (1770)があり、ドラマチックな構成を参考にしたとされる。またゾファニーには『自宅の彫刻展示室のチャールズ・タウンリー（Charles Towneley in his Sculpture Gallery）』（1782）という作品で、多くのローマ彫刻やギリシャ彫刻を描いていて、『ジェームズ・クック船長の死』に描かれた現地人のポーズには古典彫刻から取られたものも見られる。
なぜ未完成のままになったのかは不明で、1826年まではインド植民地の役人アレキサンダー・キッド（Alexander Kyd）が所有していたとされ、キッドの没後、競売にかけられ、画廊の所有を経て、ジェームズ・クックの未亡人、エリザベス（Elizabeth Batts Cook: 1742–1835）が所有し、エリザベスの没後、公的機関に寄贈され現在はグリニッジの国立海事博物館（National Maritime Museum）に収蔵されている。

## 関連作品

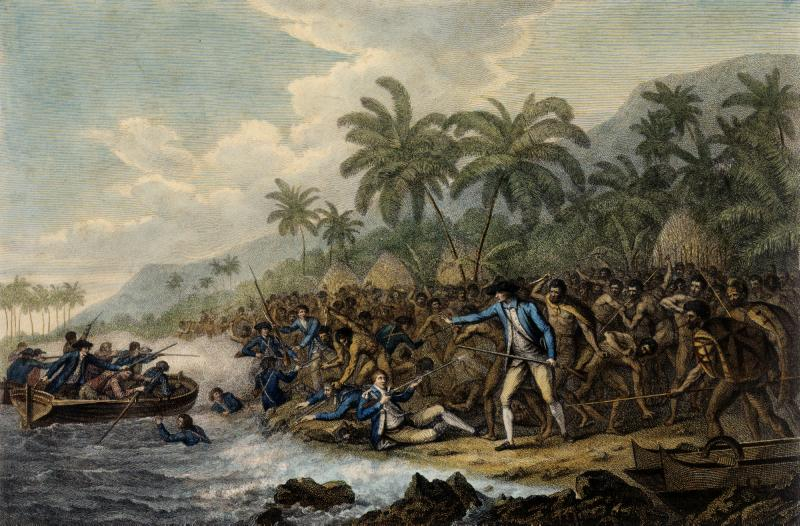
ジョン・ウェバーの原画による版画「ジェームズ・クック船長の死」（1784）
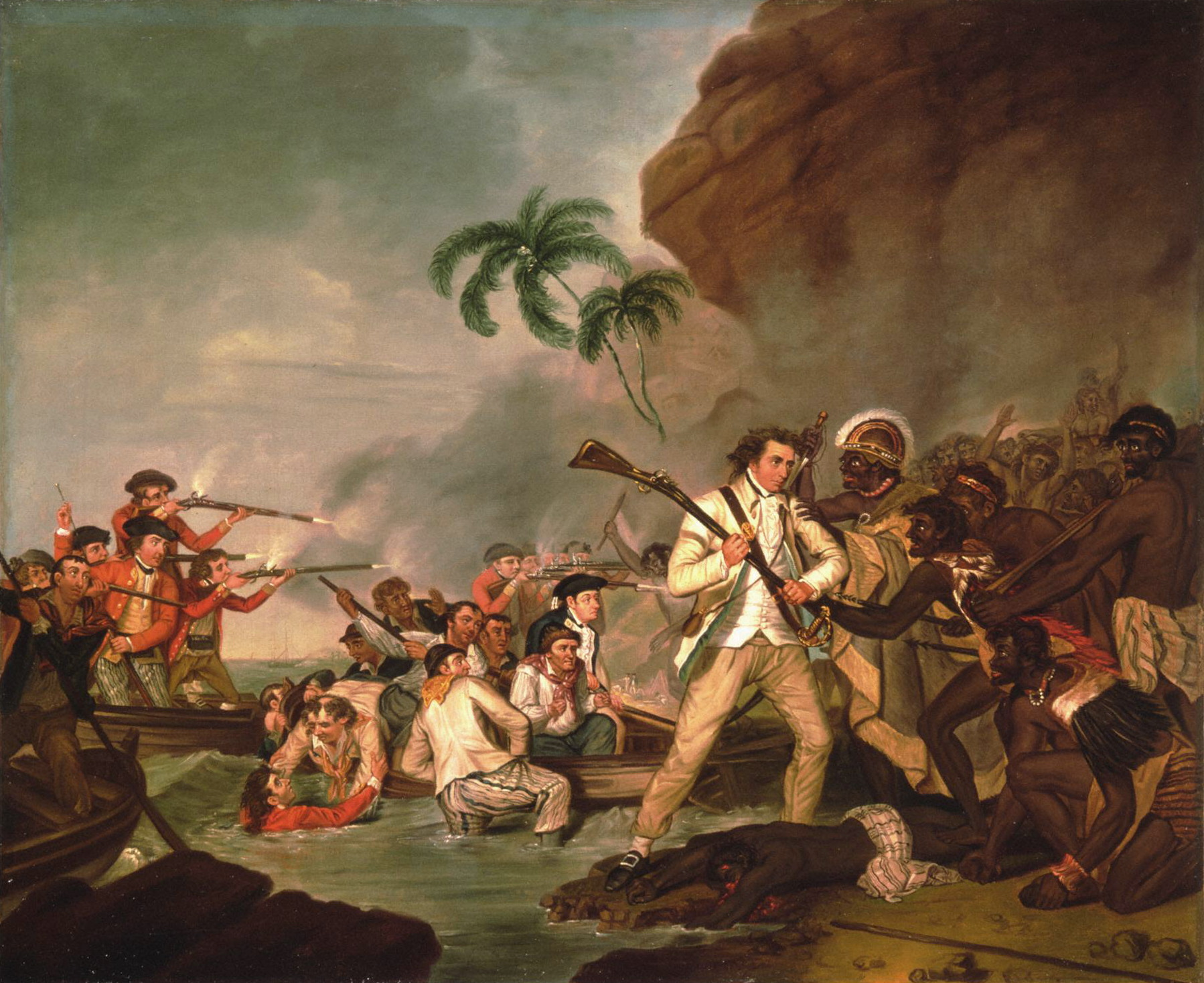
ジョージ・カーター(George Carter: 1737–1794)作「ジェームズ・クック船長の死」(1783)
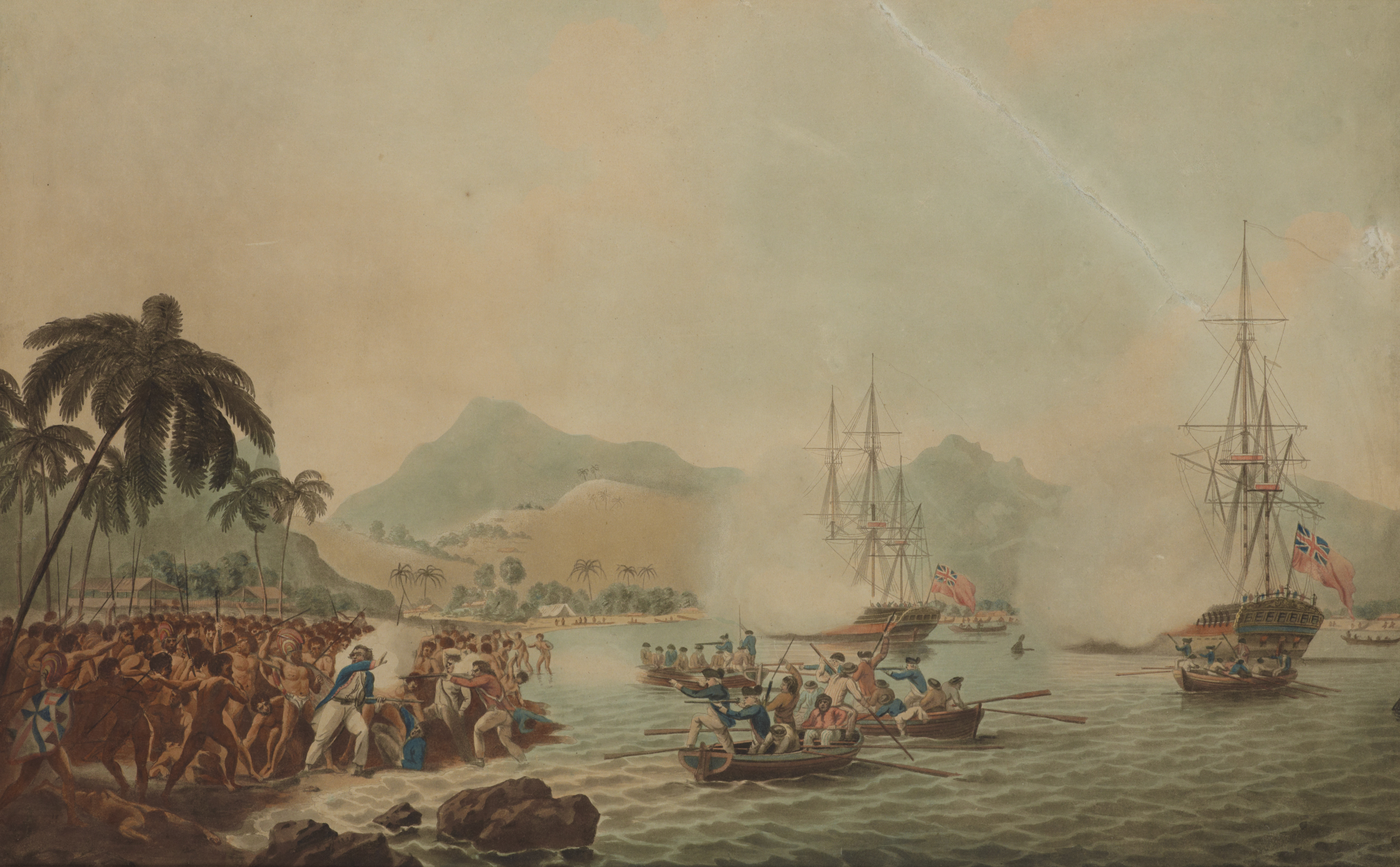
ジョン・クリーブリーの原画、Francis Jukes製版、「ジェームズ・クック船長の死」(1788) 国立博物館テ・パパ
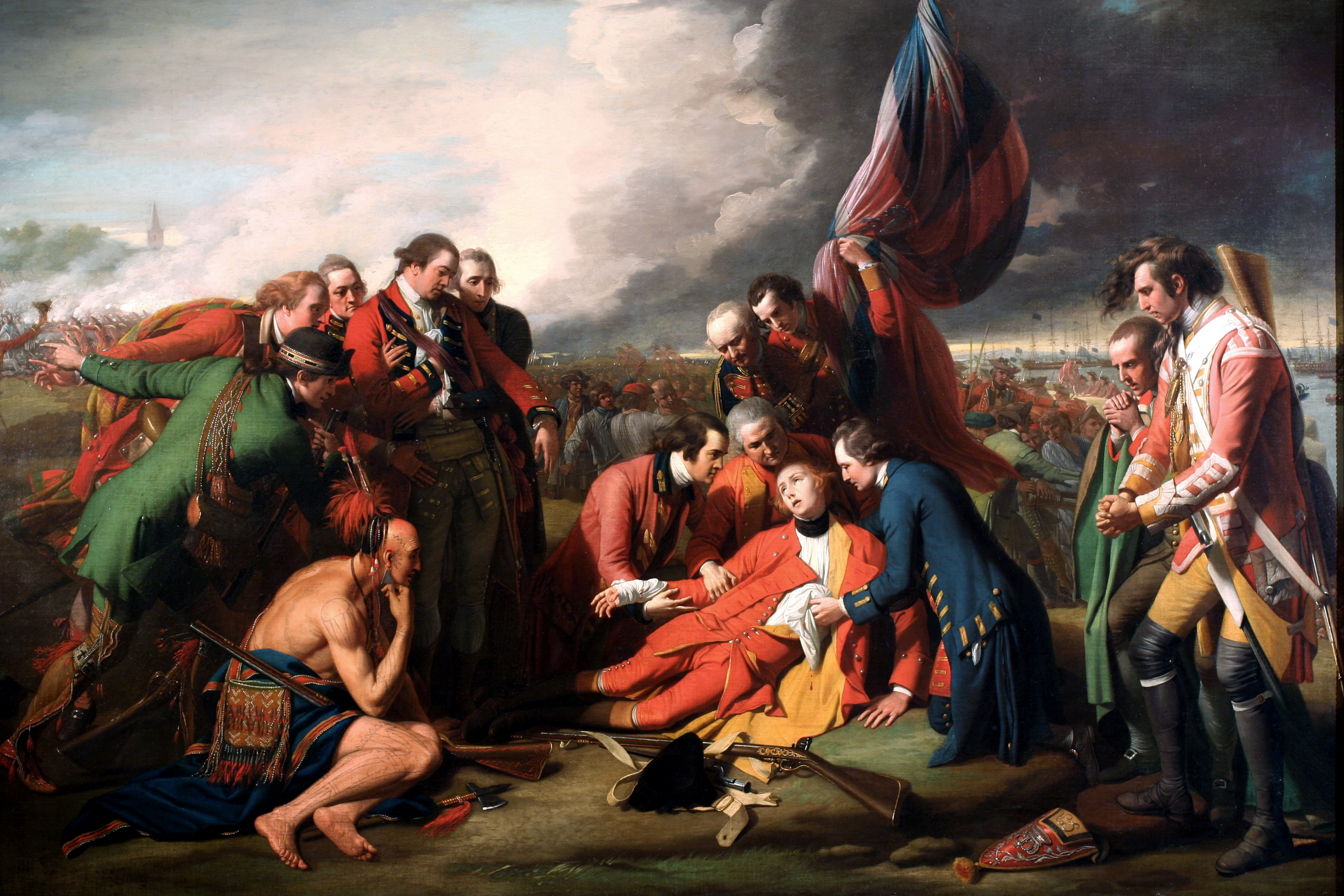
ベンジャミン・ウエスト作『ウルフ将軍の死』 (1770)
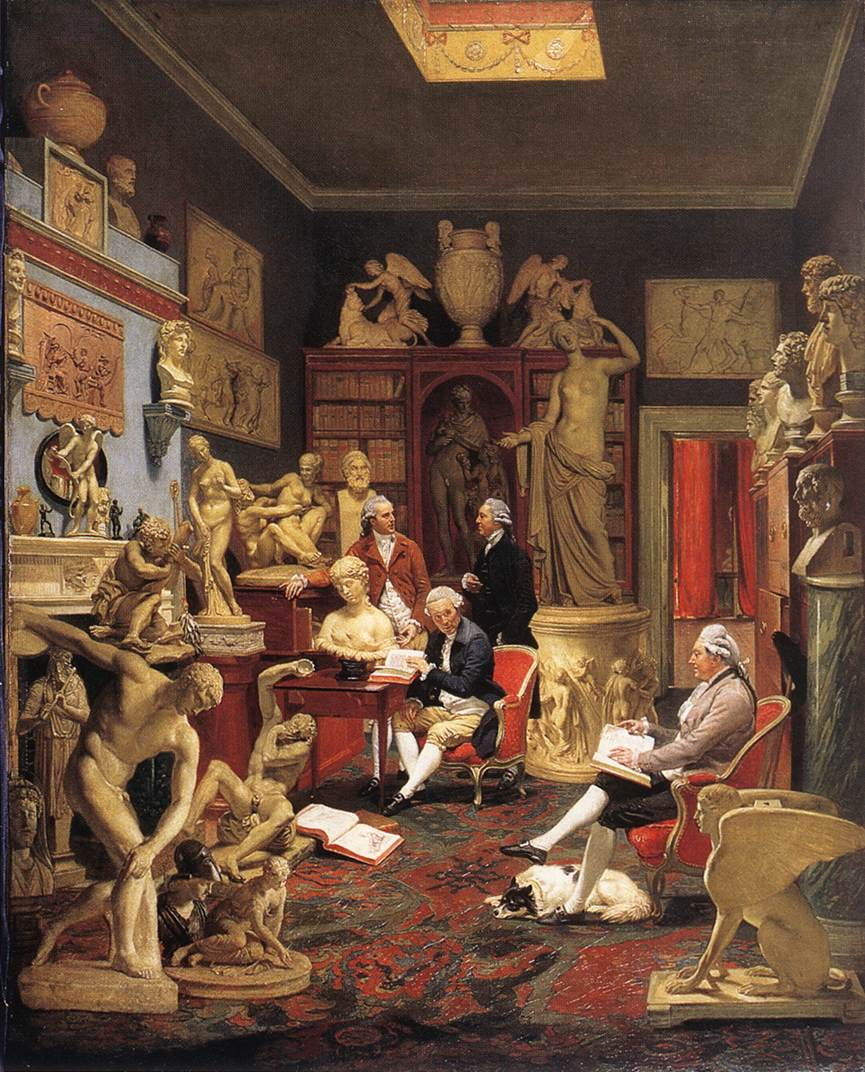
ヨハン・ゾファニー作『自宅の彫刻展示室のチャールズ・タウンリー』（1782）